# Victor Sdez
Victor Sdez (Lambersart, 1898. november 25. – Lambersart, 1977. november 24.) francia nemzetközi labdarúgó-játékvezető.

## Pályafutása

### Nemzeti játékvezetés
1938-ban lett az I. Liga játékvezetője. A nemzeti játékvezetéstől 1950-ben vonult vissza.

#### Nemzeti kupamérkőzések
Vezetett kupadöntők száma: 1.

##### Francia labdarúgókupa
| Időpont         | Helyszín                                  | Mérkőzés típusa            | Mérkőzés                                        | Eredmény | Nézők száma |
| --------------- | ----------------------------------------- | -------------------------- | ----------------------------------------------- | -------- | ----------- |
| 1943. május 9.  | Yves-du-Manoir Olimpiai Stadion, Colombes | döntő első mérkőzés        | Olympique de Marseille–FC Girondins de Bordeaux | 2 – 2    | 32 500      |
| 1943. május 22. | Parc des Princes, Párizs                  | döntő megismételt mérkőzés | Olympique de Marseille–FC Girondins de Bordeaux | 4 – 0    | 32 212      |

### Nemzetközi játékvezetés
A Francia labdarúgó-szövetség Játékvezető Bizottsága (JB) terjesztette fel nemzetközi játékvezetőnek, a Nemzetközi Labdarúgó-szövetség (FIFA) 1938-tól tartotta nyilván bírói keretében. A FIFA JB központi nyelvei közül a franciát beszélte. Nemzetközi pályafutása a második világháborút követően aktivizálódott. Több nemzetek közötti válogatott és klubmérkőzést vezetett, vagy működő társának partbíróként segített. Az aktív nemzetközi játékvezetéstől 1949-ben búcsúzott. Válogatott mérkőzéseinek száma: 10.

#### Labdarúgó-világbajnokság
Franciaországban rendezték a III., az 1938-as labdarúgó-világbajnokság-ot, ahol a FIFA JB általános gyakorlatának megfelelően a hazai szövetségtől kért 10 fő játékvezetőt, kifejezetten partbírói feladatok ellátására. Az egyik nyolcaddöntőn második számú segítő partbíróként tevékenykedett. Partbírói mérkőzéseinek száma világbajnokságon: 1.

##### Világbajnoki mérkőzés
| Időpont         | Helyszín                      | Mérkőzés típusa    | Mérkőzés                | Játékvezető     | Eredmény | Nézők száma |
| --------------- | ----------------------------- | ------------------ | ----------------------- | --------------- | -------- | ----------- |
| 1938. június 5. | Cavée Verte Stadion, Le Havre | egyik nyoldaddöntő | Csehszlovákia–Hollandia | Lucien Leclercq | 3 : 0    | 4 000       |

#### Olimpiai játékok
Az 1948. évi nyári olimpiai játékok labdarúgó tornáján a FIFA JB bíróként foglalkoztatta.

##### 1948. évi nyári olimpiai játékok
| Időpont            | Helyszín                  | Mérkőzés típusa   | Mérkőzés                | Eredmény | Nézők száma |
| ------------------ | ------------------------- | ----------------- | ----------------------- | -------- | ----------- |
| 1948. augusztus 5. | Lynn Road Stadion, Ilford | egyik negyeddöntő | Jugoszlávia–Törökország | 1 – 3    | 8000        |

#### Nemzetközi kupamérkőzések
Vezetett kupadöntők száma: 1.

##### Latin-kupa
| Időpont         | Helyszín                          | Mérkőzés típusa | Mérkőzés                 | Eredmény | Nézők száma |
| --------------- | --------------------------------- | --------------- | ------------------------ | -------- | ----------- |
| 1949. július 3. | Santiago Bernabéu stadion, Madrid | döntő           | FC Barcelona–Sporting CP | 2 – 1    | 50 000      |